# 올림픽 부탄 선수단
올림픽 부탄 선수단은 부탄을 대표하여 올림픽에 참가하는 선수단이다. 부탄이 처음으로 참가한 올림픽은 1984년 로스앤젤레스 올림픽이었다. 그때부터 2008년까지 매 하계 올림픽에서 부탄은 궁수들만 대표했다. 양궁은 부탄의 국가 스포츠이다. 부탄 국가대표로 출전한 최초의 비궁수 선수는 2012년 올림픽의 쿤장 초덴(Kunzang Choden)이었고 여자 10m 공기소총 경기에 출전했다. 2012년 부탄 팀에는 남자가 없었다. 부탄은 올림픽 메달을 획득한 적이 없다. 산이 매우 많음에도 불구하고 동계 올림픽에 참가한 적이 없다.
부탄 올림픽 위원회는 1983년에 결성되었으며 같은 해 IOC의 승인을 받았다.

## 대회별 메달 집계
- 빨간색 표시는 개최국임을 나타냄.